# Ло, Маодо
Маодо Ло (нем. Maodo Lô; род. 31 декабря 1992, Берлин) — немецкий баскетболист, выступающий на позиции защитника за французский клуб «Париж».

## Карьера
Профессиональную карьеру Ло начал в баскетбольном клубе колледжа «Колумбия» в 2012. 22 июля 2016 перешел в «Брозе».
13 июля 2018 подписал двухлетний контракт с «Баварией».
22 июля 2020 Ло подписал контракт с клубом «Альба».
17 августа 2024 года Ло подписал контракт с клубом «Париж».

## Сборная Германии
В 2014 году Ло совершил дебют за сборную Германии.

## Достижения

### Сборная Германии
- Чемпион Франции в сезоне 2024/2025
- Обладатель Кубка Франции 2024/2025
- Чемпион мира: 2023
- Бронзовый призёр чемпионата Европы: 2022